# بظ يطير وقيادة الكوكب (لعبة فيديو)
بظ يطير وقيادة الكوكب (بالإنجليزية: Buzz Lightyear of Star Command)‏، هي لعبة فيديو بريطانية من نوع مغامرات، ومن تطوير ترافيلرز تيلز، ومن نشر أكتفجن، ومن توزيع الحقوق الحصرية شركة ديزني إنترأكتيف ستوديوز، صدرت اللعبة على منصات بلاي ستيشن ودريم كاست ومايكروسوفت ويندوز وغيم بوي كولر.